# Chen Ding
Chen Ding (陈定) (Dali (Yunnan), 5 augustus 1992) is een Chinese atleet, die uitkomt bij het snelwandelen. Hij werd in 2012 olympisch kampioen. 

## Loopbaan
In 2008 won Chen een zilveren medaille bij de wereldkampioenschappen voor junioren.
Zijn grote doorbraak bij de senioren kwam in 2012, toen Chen Ding bij de Olympische Spelen van Londen de 20 km snelwandelen won in een tijd van 1:18.46, een olympisch record.
Het daaropvolgende jaar moest hij bij de wereldkampioenschappen in Moskou de Rus Aleksandr Ivanov voor zich laten en eindigde hij als tweede, eveneens op de 20 km. 
Op de Olympische Zomerspelen 2016 in Rio de Janeiro nam hij deel aan het onderdeel 20 km snelwandelen. Met een tijd van 1:23.54 finishte hij op een 39e plaats. 

## Titels
- Olympisch kampioen 20 km snelwandelen - 2012

## Persoonlijke records
| Onderdeel             | Prestatie | Datum             | Plaats    |
| --------------------- | --------- | ----------------- | --------- |
| 10.000 m snelwandelen | 39.47,20  | 11 juli 2008      | Bydgoszcz |
| 10 km snelwandelen    | 38.23     | 18 september 2010 | Peking    |
| 20 km snelwandelen    | 1:17.40   | 30 maart 2012     | Taicang   |

## Palmares

### 10.000 m snelwandelen
- 2008:  WJK - 39.47,20

### 10 km snelwandelen
- 2008:  Wereldbeker snelwandelen - 40.12

### 20 km snelwandelen
- 2010: 5e Wereldbeker snelwandelen - 1:23.49
- 2012: 9e Wereldbeker snelwandelen - 1:21.05
- 2012:  OS - 1:18.46 (OR)
- 2013:  WK - 1:21.09
- 2014: 15e Wereldbeker snelwandelen - 1:20.28
- 2015: 9e WK - 1:21.39
- 2016: DNF Wereldbeker snelwandelen
- 2016: 39e OS - 1:23.54

1956: Leonid Spirin ·
1960: Volodymyr Holoebnytsjy ·
1964: Ken Matthews ·
1968: Volodymyr Holoebnytsjy ·
1972: Peter Frenkel ·
1976: Daniel Bautista ·
1980: Maurizio Damilano ·
1984: Ernesto Canto ·
1988: Jozef Pribilinec ·
1992: Daniel Plaza ·
1996: Jefferson Pérez ·
2000: Robert Korzeniowski ·
2004: Ivano Brugnetti ·
2008: Valeri Bortsjin ·
2012: Chen Ding ·
2016: Wang Zhen ·
2020: Massimo Stano ·
2024: Brian Pintado